# Nicolaus Copernicus
Nicolaus Copernicus (theo tiếng Latinh; tiếng Ba Lan: Mikołaj Kopernik, tiếng Đức: Nikolaus Kopernikus, thường được phiên âm trong tiếng Việt là Cô-péc-ních theo tiếng Pháp Nicolas Copernic) (19 tháng 2, 1473 – 24 tháng 5, 1543) là một nhà thiên văn học đã nêu ra hình thức hiện đại đầu tiên của thuyết nhật tâm (Mặt Trời ở trung tâm) trong cuốn sách mang tính mở đầu một kỷ nguyên của ông, cuốn Về sự chuyển động quay của các thiên thể (De revolutionibus orbium coelestium). Copernicus sinh năm 1473 tại thành phố Toruń, ở Hoàng gia Phổ, một tỉnh tự trị của Vương quốc Ba Lan (1385–1569). Ông học tập ở Ba Lan và Ý, và dành phần lớn cuộc đời làm việc ở Frombork, Hoàng gia Phổ, nơi ông mất năm 1543.
Copernik là một trong những học giả có hiểu biết về nhiều phương diện ở thời đại ông sống. Ông là một nhà toán học, thiên văn học, luật gia, học giả kinh điển, nhà cai trị, viên chức hành chính, nhà ngoại giao, nhà kinh tế, và người lính. Trong số những khả năng của mình, ông đã lựa chọn thiên văn học làm nghề nghiệp chính, sự phát triển thuyết nhật tâm của ông được coi là giả thuyết khoa học quan trọng nhất trong lịch sử, đánh dấu bước chuyển sang thiên văn học hiện đại.

## Tiểu sử

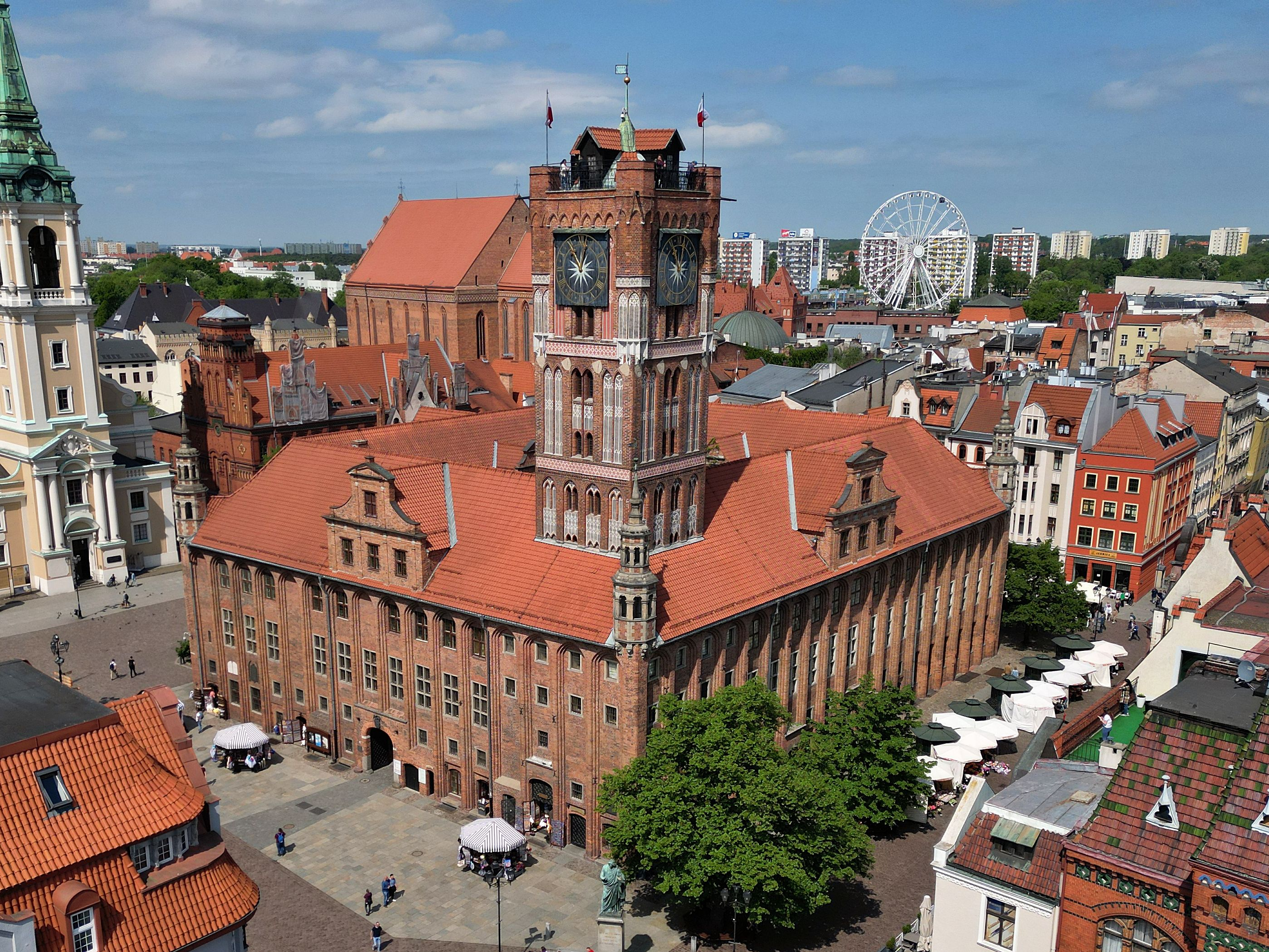
Toà thị chính Toruń

Kopernik sinh năm 1473. Khi lên mười, cha ông, một nhà buôn đồng giàu có và là một công dân được kính trọng ở Toruń, qua đời. Mẹ ông, Barbara Watzenrode, có lẽ đã chết trước cha ông và ít được biết tới. Người cậu đằng mẹ của Kopernik là Łukasz Watzenrode, một giáo sĩ và sau này là Giám mục ủy viên Địa hạt Giám mục Warmia, nuôi dạy ông và ba anh chị em ruột sau khi cha mẹ họ qua đời. Địa vị của ông chú đã giúp Kopernik có một nghề nghiệp trong nhà thờ, cho phép ông dành thời gian để nghiên cứu thiên văn. Kopernik có một người anh và hai chị em gái:
- Andrzej trở thành giáo sĩ ở Frombork
- Barbara trở thành một tu sỹ dòng thánh Benedict
- Katarzyna cưới một nhà buôn và là ủy viên hội đồng thành phố, Bartłomieja Gertnera

Năm 1491, Kopernik vào Học viện Kraków (hiện là Trường đại học Jagiellonian) có thể ông đã làm quen với thiên văn học lần đầu tiên ở đây, và được Wojciech Brudzewski dạy dỗ. Môn khoa học này nhanh chóng cuốn hút ông, như được ghi lại trong những cuốn sách của ông mà sau này những người Thụy Điển đã chiếm lấy làm chiến lợi phẩm vào thời kì "Potop" ("đại nạn Ba Lan") và mang về thư viện trường đại học Uppsala). Sau bốn năm ở Kraków, và một giai đoạn ngắn ở nhà tại Toruń, ông đến Ý, nơi ông học luật và y học tại các trường đại học ở Bologna và Padua. Ông chú Giám mục tài trợ chi phí cho việc học tập của ông và hy vọng ông cũng sẽ trở thành một Giám mục. Tuy nhiên, khi đang học luật giáo sĩ và luật dân sự tại Ferrara, Kopernik đã gặp nhà thiên văn học nổi tiếng Domenico Maria Novara da Ferrara. Kopernik tham dự các buổi thuyết trình của ông và trở thành học trò và người trợ tá của ông. Những quan sát đầu tiên của Copernicus được tiến hành năm 1497, cùng với Novara, chúng được ghi lại trong cuốn sách kinh điển của ông Về chuyển động quay của các thiên thể (De revolutionibus orbium coelestium).

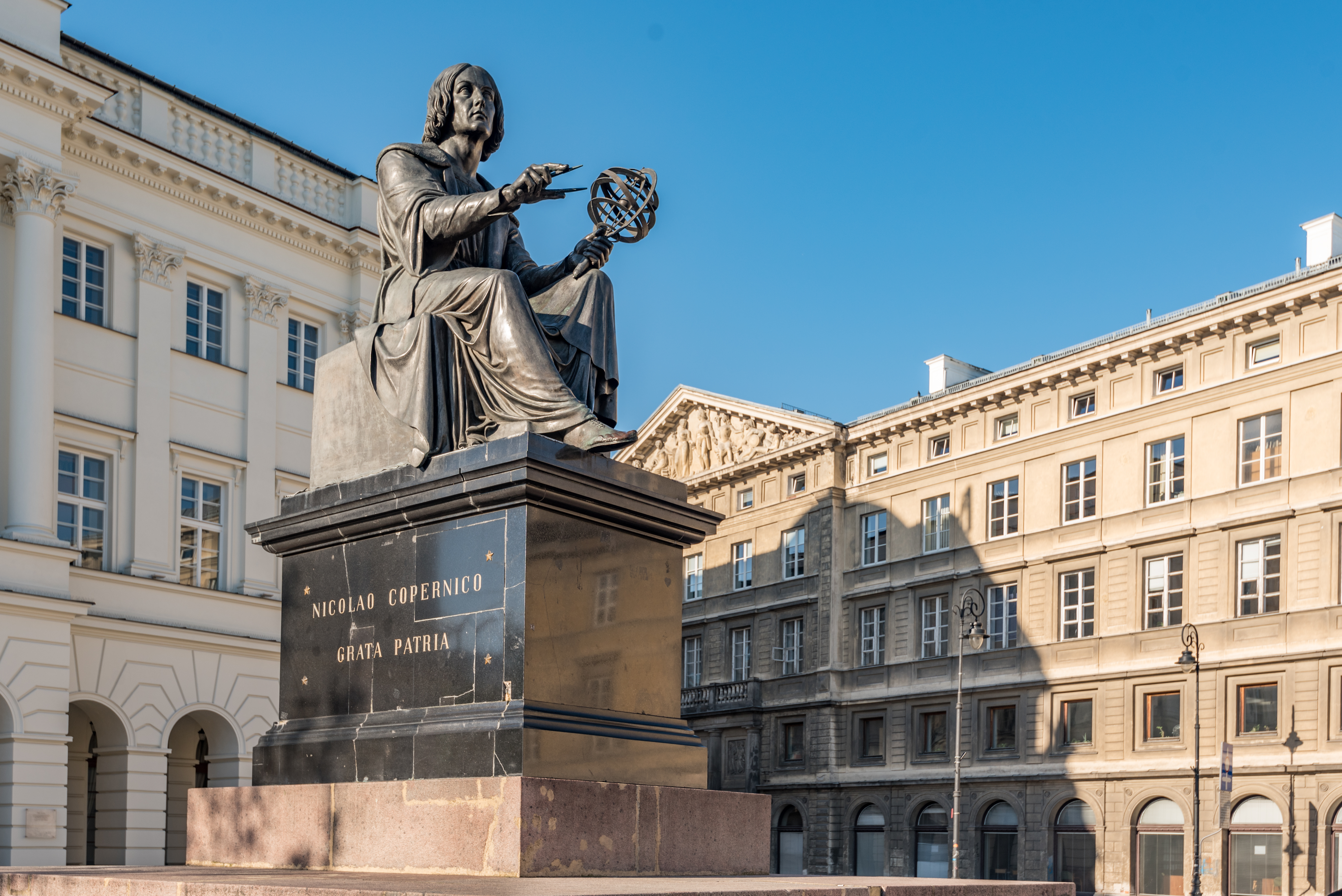
Tượng Kopernik ngồi, của Bertel Thorvaldsen, đặt trước Viện hàn lâm khoa học Ba Lan tại Warszawa

Năm 1497 chú của Kopernik được phong chức Giám mục Warmia, và Kopernik được bổ nhiệm làm giáo sĩ ở nhà thờ Frombork, nhưng ông ở lại Ý để đợi Lễ kỷ niệm vĩ đại (Roman Jubilee) vào năm 1500. Kopernik đến Roma, nơi ông đã quan sát thấy một hiện tượng nguyện thực và giảng một số bài về thiên văn học và toán học.
Vì vậy ông chỉ có thể tới thăm Frombork vào năm 1501. Ngay khi vừa tới nơi, ông đã yêu cầu và nhận được giấy phép quay trở lại Ý để hoàn thành các nghiên cứu tại Padua (với Guarico và Fracastoro) và tại Ferrara (với Giovanni Bianchini), nơi ông nhận được bằng tiến sĩ luật giáo sĩ năm 1503. Người ta cho rằng chính Padua là nơi ông đã gặp những đoạn văn của Cicero và Plato về quan niệm cổ đại về chuyển động của Trái Đất, và từ đó hình thành trực giác đầu tiên về lý thuyết của chính mình trong tương lai. Những lần quan sát và những ý tưởng thích hợp cho lý thuyết của ông đã bắt đầu năm 1504.
Sau khi hoàn thành việc nghiên cứu, ông rời Ý đến sống và làm việc ở Frombork. Một khoảng thời gian trước khi quay trở lại Warmia, ông đã nhận được một vị trí ở Học viện Nhà thờ của Hội Thánh Linh (Holy Cross) ở Wrocław, Silesia, và ông đã từ chức này vài năm trước khi chết. Mặc dầu trong cả phần đời còn lại, ông đã thực hiện các quan sát và tính toán thiên văn nhưng chúng chỉ diễn ra trong giờ nghỉ và không được coi là nghề nghiệp của ông.
Kopernik đã làm việc nhiều năm với Nghị viện Phổ về cải cách triều đình và xuất bản một số nghiên cứu về giá trị tiền tệ; với tư cách Thống đốc Warmia, ông tách thuế và thương mại ra khỏi tư pháp. Chính lần này (bắt đầu năm 1519, năm sinh của Thomas Gresham là năm Kopernik tiến tới với một trong những sự lặp lại sớm nhất về lý thuyết được gọi là Luật Gresham. Trong những năm này, ông cũng phải đi lại nhiều để giải quyết các công việc hành chính và ngoại giao, cho Tổng Giám mục Warmia.
Năm 1514 ông viết Commentariolus — một bản viết tay ngắn nói về những ý tưởng của ông về những lý thuyết Nhật tâm - chỉ để trao đổi với những người bạn. Sau đó ông tiếp tục thu thập các bằng chứng cho một nghiên cứu chi tiết hơn. Trong thời gian chiến tranh giữa Quân kị sĩ Teutonic và Vương quốc Ba Lan (1519–1524) Kopernik đã bảo vệ thành công Olsztyn với cương vị chỉ huy các lực lượng hoàng gia bị bao vây bởi các lực lượng của Albert xứ Brandenburg.

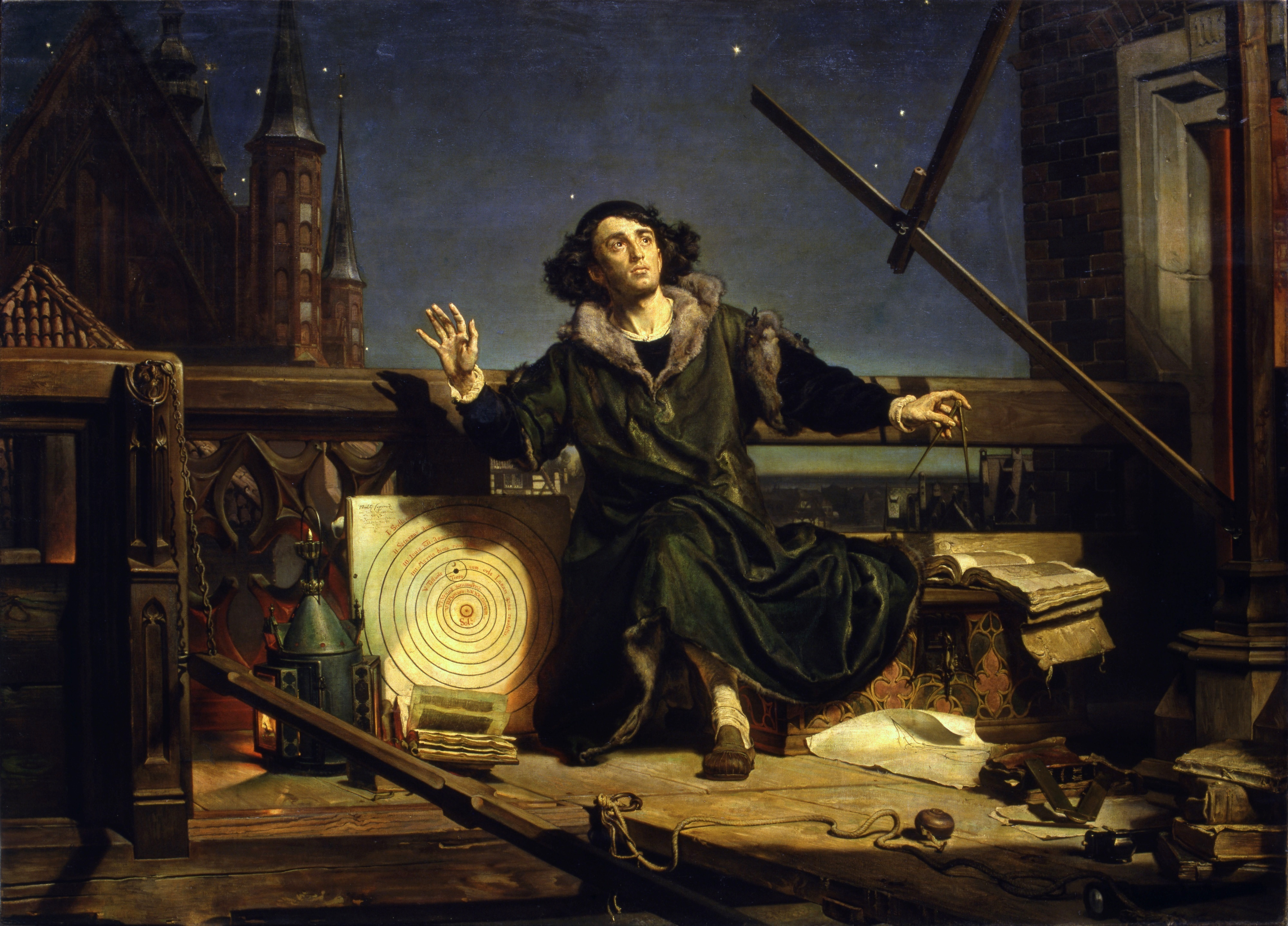
Nhà thiên văn học Copernicus, hay những cuộc đối thoại với Thượng đế, tranh vẽ của Jan Matejko

Năm 1533 Albert Widmannstadt thực hiện nhiều bài diễn giảng ở Roma, giới thiệu phác thảo lý thuyết của Kopernik. Những bài giảng này được nhiều Hồng y quan tâm, trong đó có cả Giáo hoàng Clement VII. Tới năm 1536 lý thuyết của Kopernik đã hoàn thiện, và một số lời đồn đại về lý thuyết của ông đã đến tai những bậc trí thức trên toàn Châu Âu. Kopernik nhận được nhiều lời mời xuất bản từ nhiều nơi trên lục địa này.
Trong một bức thư đề ngày Roma, 1 tháng 11, 1536, Hồng y Nicola Schönberg xứ Capua đã yêu cầu Kopernik thông báo thêm về các ý tưởng của ông và muốn có một bản dành riêng cho hồng y; "Vậy thì, người có học thức, không muốn trở nên lạc lõng, Tôi yêu cầu ông trình bày thật rõ ràng khám phá của mình cho thế giới trí thức, và gửi tôi trong thời gian ngắn nhất những lý thuyết của ông về Vũ trụ, cùng với những bảng biểu và những thông tin liên quan tới vấn đề này." Một số người cho rằng bức thư này có thể đã khiến Kopernik lợi dụng nó để xuất bản (tác phẩm của ông), trong khi một số người khác cho rằng bức thư này cho thấy Giáo Hội muốn đảm bảo rằng những ý tưởng của ông phải được xuất bản.
Dù nhiều người yêu cầu, Kopernik vẫn trì hoãn việc xuất bản cuốn sách của ông; lý do chính có thể vì những lời chỉ trích đối với việc đưa ra công khai tác phẩm mang tính cách mạng này. Về vấn đề này, các nhà sử học về khoa học như Lindberg và Numbers nói rằng: "Nếu Kopernik thực sự có lo ngại về việc xuất bản cuốn sách, thì chính những phản ứng của các nhà khoa học chứ không phải của giới giáo sĩ khiến ông lo lắng. Một giáo sĩ khác trước ông - Nicole Oresme (một Giám mục) ở thế kỷ 14 và Nicholas xứ Cusa (một Hồng y) thế kỷ 15 - đã tranh luận một cách tự do về khả năng chuyển động của Trái Đất, và không có lý do để cho rằng việc ý tưởng này tái xuất hiện vào thế kỷ 16 có thể gây nên sự náo động tôn giáo.".
Vào năm 1539, Kopernik vẫn đang hoàn thành kiệt tác của mình (kể cả nếu ông không tin chắc rằng mình muốn xuất bản nó) khi Georg Joachim Rheticus, một nhà toán học vĩ đại người Wittenberg, tới Frombork. Philipp Melanchthon đã sắp xếp cho Rheticus tới thăm nhiều nhà thiên văn học và nghiên cứu cùng với họ. Rheticus đã trở thành một học trò của Kopernik và đã ở lại với ông nhiều năm, trong thời gian này ông viết một cuốn sách, Narratio prima, phác thảo các nét chính của lý thuyết. Năm 1542, dưới tên Kopernik, Rheticus xuất bản một luận văn về lượng giác học (sau này được thêm vào cuốn sách thứ hai cuốn Về các chuyển động (De revolutionibus)). Dưới áp lực mạnh mẽ của Rheticus, và thấy rằng thái độ đầu tiên của mọi người đối với tác phẩm của ông là khả quan, Kopernik cuối cùng đã đồng ý trao cuốn sách cho người bạn thân của ông là Tiedemann Giese, Giám mục xứ Chełmno (Kulm), để chuyển cho Rheticus in ở Nürnberg.
Truyền thuyết nói rằng bản in đầu tiên của cuốn Về những chuyển động đã được đặt vào tay Kopernik đúng vào ngày ông chết, vì vậy ông đã có thể vĩnh biệt opus vitae ("tác phẩm để đời") của ông. Có lẽ ông đã tỉnh lại sau khi bị đột quỵ-gây ra hôn mê, nhìn vào cuốn sách và chết êm ái. Kopernik được chôn tại nhà thờ Frombork. Những nỗ lực tìm kiếm xương cốt ông của các nhà khảo cổ học đã không mang lại thành công và mặc dù họ đã tìm thấy nhiều ngôi mộ đáng chú ý từ nhiều thời đại khác nhau. Ngày 3 tháng 10 năm 2005, các nhà khảo cổ học đã thông báo rằng vào tháng 8 họ đã tìm thấy xương sọ của Kopernik (xem Phần mộ dưới đây).

## Hệ nhật tâmcủa Kopernik

### Các lý thuyết có sớm hơn
Trước đó, đã có nhiều tài liệu viết về lý thuyết hệ nhật tâm.
Những dấu vết đầu tiên về một mô hình nhật tâm được tìm thấy trong nhiều bản Kinh Vệ Đà bằng tiếng Phạn được viết ở Ấn Độ cổ trước thế kỷ thứ 7 TCN: các cuốn Vệ Đà, Aitareya Brahmana và Shatapatha Brahmana. Bài luận Vishnu Purana bằng tiếng Phạn ở thế kỷ thứ 1 viết kỹ về nhiều khái niệm nhật tâm.
Philolaus (thế kỷ thứ 4 TCN) cũng có một trong những giả thuyết đầu tiên về chuyển động của Trái Đất, có lẽ có cảm hứng từ các lý thuyết của Pythagoras về Trái Đất hình cầu.
Aristarchus xứ Samos vào thế kỷ thứ 3 TCN đã phát triển một số lý thuyết Heraclides Ponticus (nói về chuyển động của Trái Đất trên trục của nó) từ đó cho thấy, đối với những gì từng được biết, nó là mô hình chính thức đầu tiên về một hệ nhật tâm. Tác phẩm của ông về hệ nhật tâm nay đã thất truyền, do đó người ta chỉ có thể đoán ông đã đi tới những kết luận đó như thế nào. Theo Plutarch, thì có lẽ việc đáng chú ý nhất là một người cùng thời với Aristarchus đã buộc tội ông là nghịch đạo khi "bắt Trái Đất quay".
Aryabhata ở Ấn Độ đã đi trước khám phá của Copernicus 1000 năm và đã thiết lập một mô hình nhật tâm mà trong đó Trái Đất quay quanh trục của nó và chu kỳ của Trái Đất và các hành tinh được xác định theo Mặt Trời đứng yên. Ông cũng là người đầu tiên phát hiện ra rằng ánh sáng từ Mặt Trăng và các hành tinh khác là phản chiếu lại ánh sáng Mặt Trời, và rằng các hành tinh quay theo một quỹ đạo hình elíp quanh Mặt Trời.
Tác phẩm của những nhà thiên văn học Ả Rập thế kỷ thứ 14 ibn al-Shatir cũng chứa đựng những khám phá tương tự của Kopernik, và người ta cho rằng Kopernik có thể đã bị ảnh hưởng từ đó.
Kopernik đã trích dẫn Aristarchus và Philolaus trong một bản chép tay đầu tiên của cuốn sách của ông hiện vẫn còn, cho rằng: "Philolaus tin vào sự chuyển động của Trái Đất, và một số người nói rằng Aristarchus xứ Samos ủng hộ ý kiến này." Vì một số lý do còn chưa biết, ông đã bỏ đoạn này trước khi xuất bản cuốn sách.
Ý tưởng đến với Kopernik không phải từ việc quan sát các hành tinh, mà từ đọc sách của hai tác giả đó. Trong Cicero ông đã thấy trích dẫn lý thuyết của Hicetas. Plutarch cũng trích dẫn từ Pythagoras, Heraclides Ponticus, Philolaus và Ecphantes. Các tác giả đó đã đề xuất một Trái Đất chuyển động quanh một Mặt Trời ở trung tâm. Kopernik không coi ý tưởng của mình có nguồn gốc từ Aristarchus như đã được nói đến ở trên. Khi cuốn sách của Kopernik được xuất bản, nó có một lời nói đầu, được đưa lên mà không có ý kiến của ông, của nhà thần học Andreas Osiander. Giáo sĩ này cho rằng Kopernik viết cuốn sách về nhật tâm cho rằng Trái Đất chuyển động chỉ là một giả thuyết toán học, chứ không phải cho rằng đó là khả năng hay thậm chí là sự thật. Điều này hiển nhiên được viết ra để làm dịu đi phản ứng tôn giáo chống lại cuốn sách, nhưng không có bằng chứng cho thấy Kopernik đã coi hình thức nhật tâm chỉ đơn giản thích hợp về mặt toán học, không liên quan tới thực tế. Các lý thuyết của Kopernik phủ nhận lời giải thích Mặt Trời quay quanh Trái Đất trong Cựu Ước (Joshua 10:13).
Có tranh cãi rằng trong khi phát triển toán học về hệ nhật tâm, Kopernik đã sử dụng không chỉ toán học Hy Lạp mà cả toán học và thiên văn học truyền thống Hồi giáo, đặc biệt là các tác phẩm của Nasir al-Din Tusi, Mu'ayyad al-Din al-'Urdi và ibn al-Shatir.

### Hệ Ptolemy
Lý thuyết thông dụng ở Châu Âu khi Kopernik đang hoàn thành tác phẩm của mình là lý thuyết do Ptolemy viết ra trong cuốn Almagest của ông, đã xuất hiện vào khoảng năm 150. Hệ Ptolemy được hình thành từ nhiều lý thuyết coi Trái Đất là trung tâm đứng yên của vũ trụ. Các ngôi sao được gắn vào một mặt cầu bên ngoài và nó quay nhanh, ở mức độ tương đối với nhau, trong khi các hành tinh được đặt trên những mặt cầu nhỏ hơn và mỗi hành tinh có một mặt cầu riêng biệt. Để giải thích những điều kỳ lạ của quan điểm này, như chuyển động thụt lùi quan sát thấy ở nhiều hành tinh, một hệ thống các ngoại luân (epicycles) được đem ra sử dụng, theo đó hành tinh quay trên một trục nhỏ trong khi vẫn quay trên một trục lớn xung quanh Trái Đất. Một số hành tinh bị ấn định là có những ngoại luân "chính" (nhờ thế có thể quan sát được chuyển động thụt lùi) và "phụ" (chỉ đơn giản quay một chiều).
Một lý thuyết phụ trợ của Ptolemy sử dụng các mặt cầu đồng tâm: các mặt cầu bên trong mặt cầu mà hành tinh đang quay, cũng có thể quay một chút. Các nhà thiên văn cũng hay sử dụng nhiều biến thể như thuyết lệch tâm — theo đó trục quay được bù thêm và không hoàn toàn nằm ở tâm - hay được thêm các ngoại luân vào các ngoại luân.
Cống hiến duy nhất của Ptolemy cho lý thuyết này là ý tưởng về một sự cân bằng - một sự bổ sung rắc rối cho thấy rằng, khi đo chuyển động của Mặt Trời, thỉnh thoảng ta sử dụng trục trung tâm của vũ trụ, nhưng thỉnh thoảng lại đưa ra một vị trí khác. Điều này có một ảnh hưởng bao trùm khiến cho một số quỹ đạo trở nên "lắc lư," một sự thực đã làm Kopernik rất bối rối (sự lắc lư đó nêu ra sự đáng ngờ của ý tưởng về những "mặt cầu" mà các hành tinh quay trên đó). Cuối cùng, sau mọi sự phức tạp đó, các nhà thiên văn vẫn không thể làm quan sát thực tế và lý thuyết trùng khớp với nhau. Vào thời của Kopernik, hệ Ptolemy kiểu mới nhất là của Peurbach (1423-1461) và Regiomontanus (1436-1476).

### Lý thuyết của Kopernik
Lý thuyết chính của Kopernik được xuất bản trong cuốn, De revolutionibus orbium coelestium (Về chuyển động quay của các thiên thể) vào năm ông mất, 1543, mặc dù ông đã tiến gần tới lý thuyết này từ nhiều thập kỷ trước.

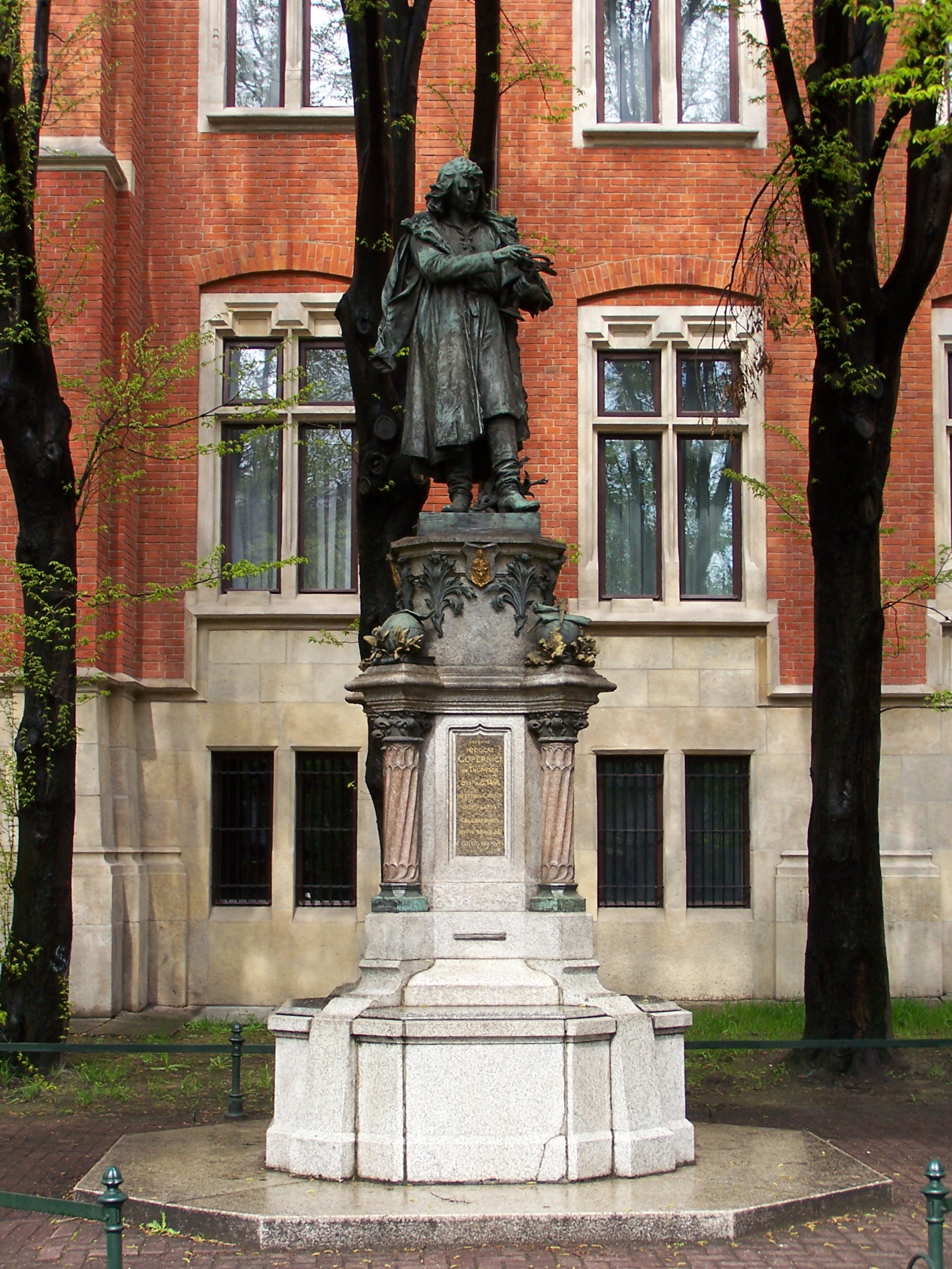
Bức tượng của Kopernik cạnh Collegium Novum ("Trường mới") Đại học Jagiellonian, tại Kraków

Cuốn sách này đánh dấu sự chấm dứt của thuyết địa tâm (và thuyết nhật tâm) coi Trái Đất ở trung tâm vũ trụ. Kopernik cho rằng Trái Đất là một hành tinh quay xung quanh Mặt Trời một vòng trên một năm, và quay quanh trục một vòng trên một ngày. Ông đã khám phá được vị trí chính xác của những hành tinh đã được biết và giải thích sự tiến động của những điểm phân một cách chính xác bởi sự thay đổi vị trí một cách chậm chạp của trục quay của Trái Đất. Ông cũng đưa ra giải thích rõ ràng về nguyên nhân gây ra các mùa: rằng trục của Trái Đất không vuông góc với hành tinh trên quỹ đạo của nó. Ông cộng thêm vào sự chuyển động của Trái Đất, theo đó trục của nó được giữ hướng về đúng một điểm trên bầu trời trong suốt cả năm; từ thời Galileo Galilei, đã có thừa nhận rằng Trái Đất "không" giữ nguyên một hướng khi nó chuyển động.
Kopernik cũng thay thế những vòng cân bằng của Ptolemy bằng nhiều ngoại luân. Đây là nguồn chính cho rằng hệ của Kopernik thậm chí còn có nhiều ngoại luân hơn hệ của Ptolemy. Với sự thay đổi này, hệ của Kopernik chỉ có một kiểu chuyển động tròn duy nhất, sửa chữa lại những điều mà ông cho là không chính xác trong hệ của Ptolemy. Nhưng khi Kopernik đặt Mặt Trời vào vị trí trung tâm của mặt cầu của trời, ông không cho nó là trung tâm của vũ trụ mà chỉ ở gần nó.
Về mặt thực nghiệm, hệ của Kopernik không tốt hơn kiểu của Ptolemy. Kopernik nhận thức được điều này và không thể đưa ra "bằng chứng" quan sát trong cuốn sách của mình, thay vào đó ông lại dựa vào những tranh luận về một hệ chính xác và đúng đắn hơn. Từ khi cuốn sách được xuất bản tới khoảng năm 1700, rất ít nhà thiên văn tin vào hệ của Kopernik, mặc dù cuốn sách đó được truyền bá khá rộng (khoảng 500 bản sách được cho là vẫn còn tồn tại, đó là một con số lớn so với tiêu chuẩn khoa học của thời đó). Tuy nhiên, nhiều nhà thiên văn học, đã chấp nhận một số khía cạnh của lý thuyết so với những thuyết khác, và hệ của ông đã có ảnh hưởng lớn đối với những nhà khoa học về sau này như Galileo và Johannes Kepler, những người đã chấp nhận, và đấu tranh cho nó và (đặc biệt là trường hợp của Kepler) tìm cách cải thiện nó. Những quan sát của Galileo về các tuần của Sao Kim đã cho thấy bằng chứng quan sát thực nghiệm đầu tiên cho lý thuyết của Kopernik.
Hệ của Kopernik có thể được nói gọn trong bảy đề xuất, như chính Kopernik đã tập hợp trong một Compendium của cuốn De revolutionibus orbium coelestium được tìm thấy và xuất bản năm 1878.
Bảy phần của lý thuyết Kopernik là:
1. Không có một trung tâm của vũ trụ
2. Trung tâm của Trái Đất không phải là trung tâm vũ trụ
3. Trung tâm của vũ trụ gần Mặt Trời
4. Khoảng cách từ Trái Đất đến Mặt Trời là không thể nhận thấy nếu so sánh với khoảng cách tới các ngôi sao
5. Chuyển động quay của Trái Đất giải thích cho chuyển động thấy hàng ngày của các ngôi sao
6. Những chuyển động quan sát thấy hàng năm của Mặt Trời được gây ra khi Trái Đất chuyển động quanh Mặt Trời
7. Chuyển động thụt lùi của các hành tinh được gây ra bởi chuyển động của Trái Đất, mà người quan sát đứng trên nó

Dù những ý kiến này có phải là "cách mạng" hay "bảo thủ" chúng là chủ đề tranh luận cho tới cuối thế kỷ 20. Thomas Kuhn đã cho rằng Kopernik đưa "một số tính chất thiên văn học vốn trước đó được cho là của Trái Đất sang cho Mặt Trời." Một số nhà sử học khác từ đó cho rằng Kuhn đã đánh giá thấp cái gọi là "cách mạng" của công trình của Kopernik, và nhấn mạnh khó khăn mà Kopernik có thể gặp phải khi đưa lý thuyết thiên văn học của mình ra mà chỉ đơn giản dựa vào hình học, mà không có bằng chứng thực nghiệm.

### Về chuyển động của các thiên thể
Bài chính: De revolutionibus orbium coelestium

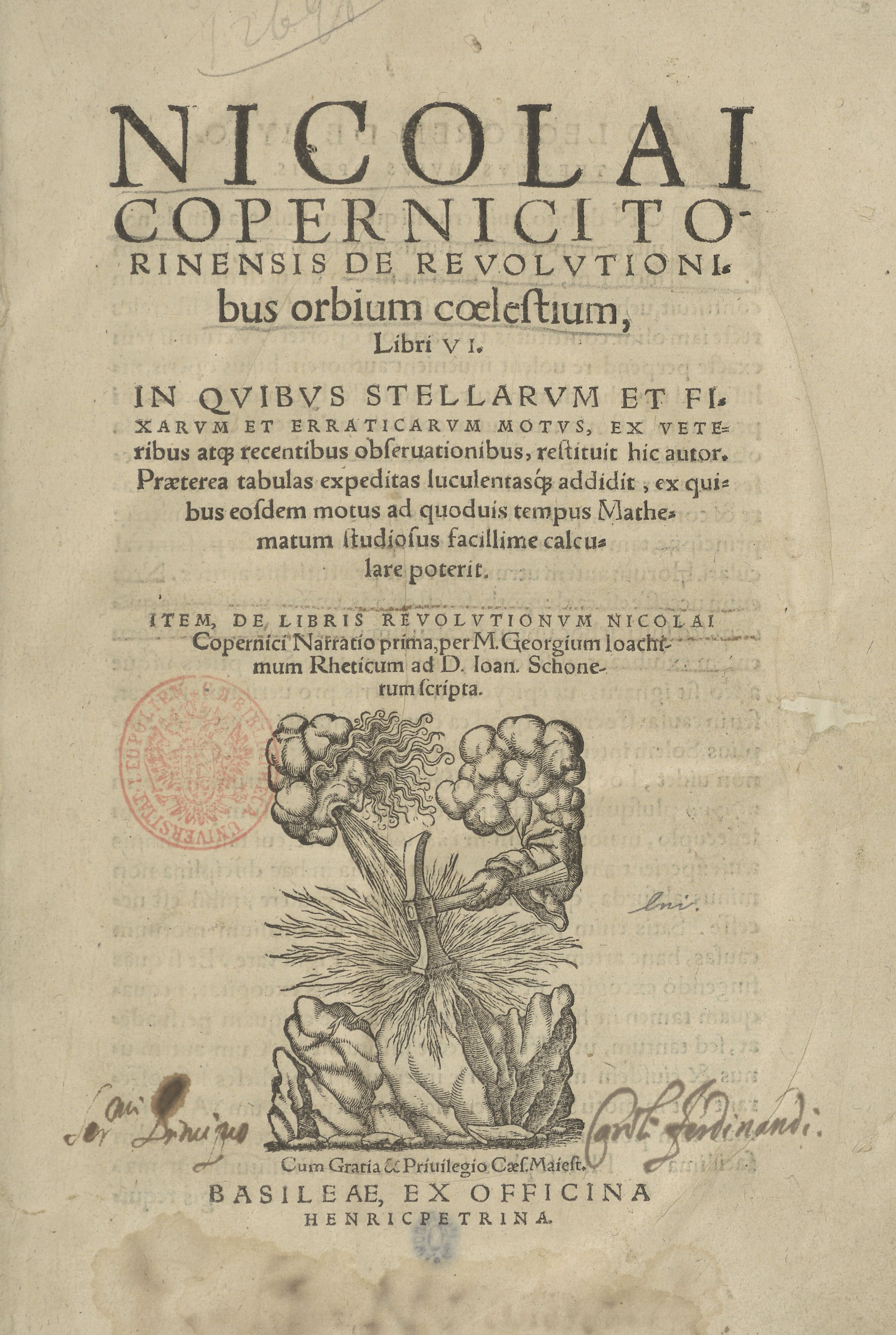
Trang bìa của De revolutionibus Orbium Coelestium (phần VI, ấn bản của Basel)

Tác phẩm chính của Kopernik, Về chuyển động của các thiên thể (1543), là thành quả của hàng thập kỷ lao động. Nó có một lời mở đầu vô danh do Andreas Osiander, một nhà thần học và là bạn của Kopernik viết, cho rằng lý thuyết này, bị coi là một công cụ cho phép có được những tính toán đơn giản và chính xác hơn, không có ứng dụng bên ngoài phạm vi thiên văn học. Cuốn sách thực của Kopernik được bắt đầu bởi một bức thư của người bạn ông (lúc ấy đã qua đời) là Nicola Schönberg, Tổng Giám mục Capua, thúc giục Kopernik xuất bản lý thuyết của mình. Sau đó, trong một bài mở rất dài, Kopernik dành tặng cuốn sách cho Giám mục Paul III, giải thích động cơ bên ngoài trong việc viết cuốn sách vì khả năng còn hạn chế của các nhà thiên văn học trước đó trong việc đưa ra một lý thuyết đầy đủ về các hành tinh, và chỉ ra rằng nếu hệ của ông làm tăng độ chính xác của các dự đoán thiên văn học nó sẽ cho phép Nhà thờ phát triển một loại lịch chính xác hơn. Lúc ấy, việc cải cách lịch Julian được coi là cần thiết và là một trong những nguyên nhân chính khiến nhà thờ trợ cấp cho thiên văn học.
Tác phẩm này được chia làm sáu cuốn:
1. Cái nhìn chung về lý thuyết nhật tâm, và một sự trình bày ngắn gọn về ý tưởng của ông về thế giới.
2. Đa số là lý thuyết, trình bày các nguyên tắc của thiên văn hình cầu và một danh sách các ngôi sao (là một nền tảng cho những tranh cãi phát triển lên trong những cuốn sách tiếp theo).
3. Đa phần dành cho những chuyển động thực tế của Mặt Trời và những hiện tượng liên quan.
4. Miêu tả Mặt Trăng và những chuyển động quỹ đạo của nó.
5. Giải thích cụ thể về hệ thống mới.
6. Trình bày cụ thể về hệ thống mới.

## Kopernik và chủ nghĩa của Kopernik

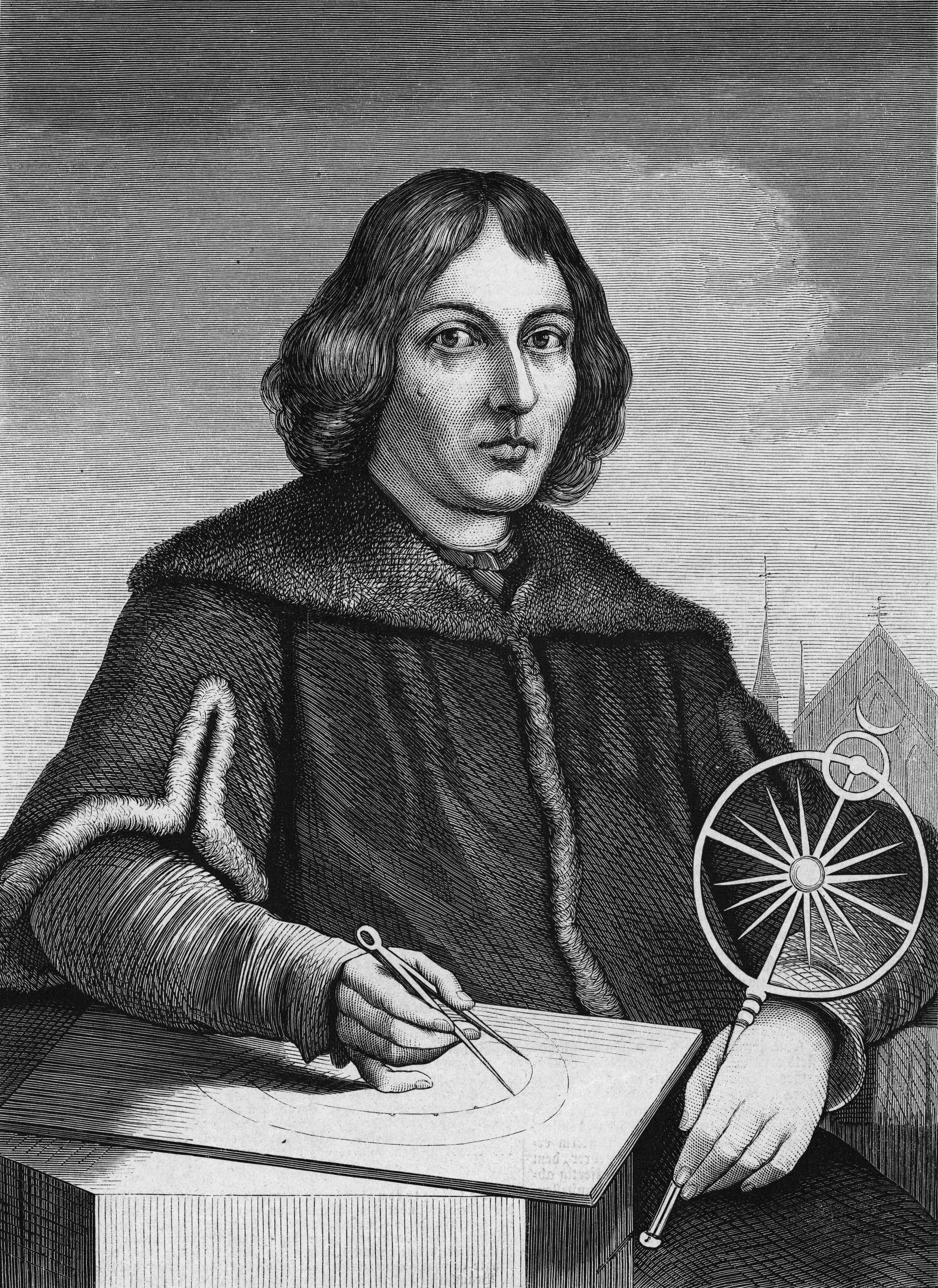
Mikołaj Kopernik

Lý thuyết của Kopernik có tầm quan trọng đặc biệt trong lịch sử văn minh loài người. Nhiều tác giả cho rằng chỉ hình học của Euclid và vật lý của Isaac Newton và Thuyết tiến hoá của Charles Darwin là có thể có ảnh hưởng ở mức so sánh được đối với văn hoá loài người nói chung và khoa học nói riêng.
Nhiều ý nghĩa đã được gán cho lý thuyết của Kopernik một phần từ ý nghĩa khoa học đúng đắn của nó. Tác phẩm của ông ảnh hưởng tới cả tôn giáo và khoa học, giáo điều cũng như tự do của vấn đề khoa học. Vị trí của Kopernik với tư cách là một nhà khoa học thường được so sánh với Galileo Galilei.
Tuy nhiên, chủ nghĩa của Kopernik cũng mở một lối đi cho tính nội tại, quan điểm cho rằng một lực lượng siêu nhiên, hay một vị thần thánh, thâm nhập vào mọi vật tồn tại - một quan điểm từ đó được phát triển thêm trong nhiều triết học hiện đại. Chủ nghĩa nội tại cũng dẫn tới chủ nghĩa chủ quan: với lý thuyết rằng có thể nhận thức rằng những tạo vật thực tế, rằng không có thực thể tồn tại độc lập với nhận thức. Vì thế một số người cho rằng Chủ nghĩa Kopernik đánh đổ những nền tảng của khoa học Trung Cổ và siêu hình học.
Một hệ quả của Chủ nghĩa Kopernik là quy luật khoa học không cần thiết phải phù hợp với thực tế. Sự đối nghịch này với hệ của Aristoteles vốn đặt cao tầm quan trọng của nguồn gốc của hiểu biết thông qua các giác quan.
Khái niệm của Kopernik đánh dấu một sự cách mạng khoa học. Thực vậy một số cho rằng nó đứng ngang bằng với sự khởi xướng của "cuộc cách mạng khoa học"  Lưu trữ ngày 7 tháng 8 năm 2009 tại Wayback Machine. Immanuel Kant mang tính biểu tượng của cách mạng do Kopernik khởi xướng - chủ nghĩa duy lý ưu việt của nó - công nhận rằng chính sự hợp lý của con người là cách làm sáng tỏ về những hiện tượng quan sát được. Những nhà triết học gần đây cũng tìm thấy những giá trị triết học trong chủ nghĩa Kopernik.

## Trích dẫn
Goethe
"Trong tất cả các khám phá và ý kiến, không có cái nào có ảnh hưởng đến tinh thần hơn học thuyết của Kopernik. Thế giới mới được biết là tròn thì phải bị đòi hỏi từ bỏ đặc quyền lớn lao của địa vị trung tâm vũ trụ. Có lẽ không bao giờ nhân bị đòi hỏi lớn lao như thế — vì khi chấp nhận điều này thì nhiều việc bị tan tành mây khói! Việc gì sẽ xảy ra với Eden của chúng ta, thế giới của sự ngây thơ, lòng mộ đạo, và thi ca; bằng chứng từ giác quan; sự tin tưởng đến một niềm tin thơ - đạo? Không đáng ngạc nhiên khi những người đương thời không muốn từ bỏ những ý niệm này và chống đối bằng mọi cách một học thuyết mà những người tin tưởng cho phép và đòi hỏi một tầm nhìn tự do và ý tưởng vĩ đại chưa bao giờ được biết, hay tưởng tượng nổi."
Nietzsche
"Tôi thấy hài lòng khi nghĩ về sự đúng đắn của vị quý tộc Ba Lan lật đổ nghị quyết của một cuộc họp (nghị viện) với sự phủ quyết đơn giản; và Kopernik người Ba Lan dường như từ sự đúng đắn này chống lại tất cả các kiểu ý kiến của những người khác theo cách đúng đắn và rộng lớn nhất."
Kopernik
"Vì tôi không say mê lắm với những quan điểm của riêng mình nên tôi không coi trọng suy nghĩ của người khác về chúng. Tôi biết rằng những ý kiến của một nhà triết học không phải là chủ đề cho sự phán xét của những người bình thường, bởi vì đó chính là sự nỗ lực của ông ta nhằm tìm kiếm sự thực trong mọi vấn đề, trong phạm vi sự cho phép của Chúa trời với loài người. Tuy vậy, tôi cho rằng cần xa lánh những quan điểm hoàn toàn sai trái. Những người biết rằng sự kết luận của nhiều thế kỷ đã đưa tới việc thừa nhận quan điểm rằng Trái Đất đứng yên ở trung tâm vũ trụ, như trung tâm của nó là trung tâm của vũ trụ, Tôi phản đối, coi đó là một tuyên bố điên cuồng nếu tôi đưa ra điều xác nhận rằng Trái Đất chuyển động.
"Khi một con chuyển động êm đềm về phía trước, các thủy thủ thấy chuyển động của nó được phản ánh qua mọi sự vật bên ngoài, tuy nhiên mặt khác họ cũng có thể cho rằng mình đang đứng yên, cùng với mọi vật trên thuyền. Theo một số cách, chuyển động của Trái Đất có thể là điều không thể nghi ngờ đưa lại cảm giác rằng toàn thể vũ trụ đang chuyển động.
"Vì thế cùng với những lý thuyết cổ đại, vốn không còn chính xác nữa, chúng tay hãy cho phép các lý thuyết mới đó được xuất hiện, đặc biệt khi chúng tỏ ra rất chính xác, đơn giản và mang lại nhiều thông tin quan sát quý báu. Khi các lý thuyết còn được quan tâm, không ai có thể chờ đội một sự chính xác hoàn toàn từ thiên văn học, thiên văn học không thể cung cấp điều đó, ít nhất anh ta chấp nhận các ý tưởng chính xác được đưa ra cho một mục đích nào khác, và việc quay lưng lại với nó chính là điều ngu xuẩn lớn hơn việc quan tâm tới nó. Tạm biệt."
Tuyên bố của Thượng viện Ba Lan ra ngày 12 tháng 6 năm 2003
"Ở thời điểm kỷ niệm năm trăm ba mươi năm ngày sinh và bốn trăm sáu mươi năm ngày mất của Mikołaj Kopernik, Thượng viện Cộng hòa Ba Lan bày tỏ sự kính trọng sâu sắc nhất và cầu nguyện cho con người Ba Lan kiệt xuất đó, một trong những nhà khoa học vĩ đại nhất trong lịch sử Thế giới. Mikołaj Kopernik, nhà thiên văn học nổi tiếng thế igới, tác giả của công trình mang tính đột phá "O obrotach sfer niebieskich" là người đã "Bắt Mặt trời đứng yên và Trái Đất chuyển động". Ông đã tự nâng mình thành một nhà toán học, kinh tế học, luật sư, bác sĩ và linh mục cũng như là một người bảo vệ Lâu đài Olsztyn trong cuộc chiến tranh Ba Lan-Teutonic kiệt xuất của đất nước. Ký ức về những thành tựu của ông sẽ tồn tại lâu dài và trở thành một nguồn cảm hứng cho các thế hệ tương lai."
Allgemeine Deutsche Biographie
"Vấn đề quốc tịch đã trở thành chủ đề của nhiều cuốn sách khác nhau; một sự tranh cãi về quốc tịch của người sáng lập ra quan niệm hiện tại của chúng ta về thế giới giữa Ba Lan và Đức, nhưng như đã được chỉ ra rằng về quốc tịch cha mẹ của Kopernik chúng ta không thể chắc chắn được điều gì; cha ông dường như khi sinh là một người Slav, mẹ ông là một người Đức; ông đã sinh ra tại một thành phố; nơi chính quyền quản lý nó và người dân sử dụng hệ thống giáo dục Đức, tuy nhiên ông sinh ra với giấy tờ của Ba Lan; ông đã học tập tại Cracow ở thủ đô Ba Lan, sau đó tại Italia và sống tới cuối đời ở Frauenburg với tư cách một tăng hội; ông viết sách bằng tiếng Latinh và tiếng Đức. Trong khoa học ông là một con người, không thuộc về một quốc gia, công việc của ông, những nỗ lực của ông thuộc về cả thế giới, và chúng ta không quá quan tâm tới việc thực tế Kopernik là một người Ba Lan hay người Đức, mà coi ông là một người có tâm hồn tự do, một nhà thiên văn học vĩ đại, người cha của ngành thiên văn học mới, tác giả của một cái nhìn đúng đắn về thế giới."

## Phần mộ

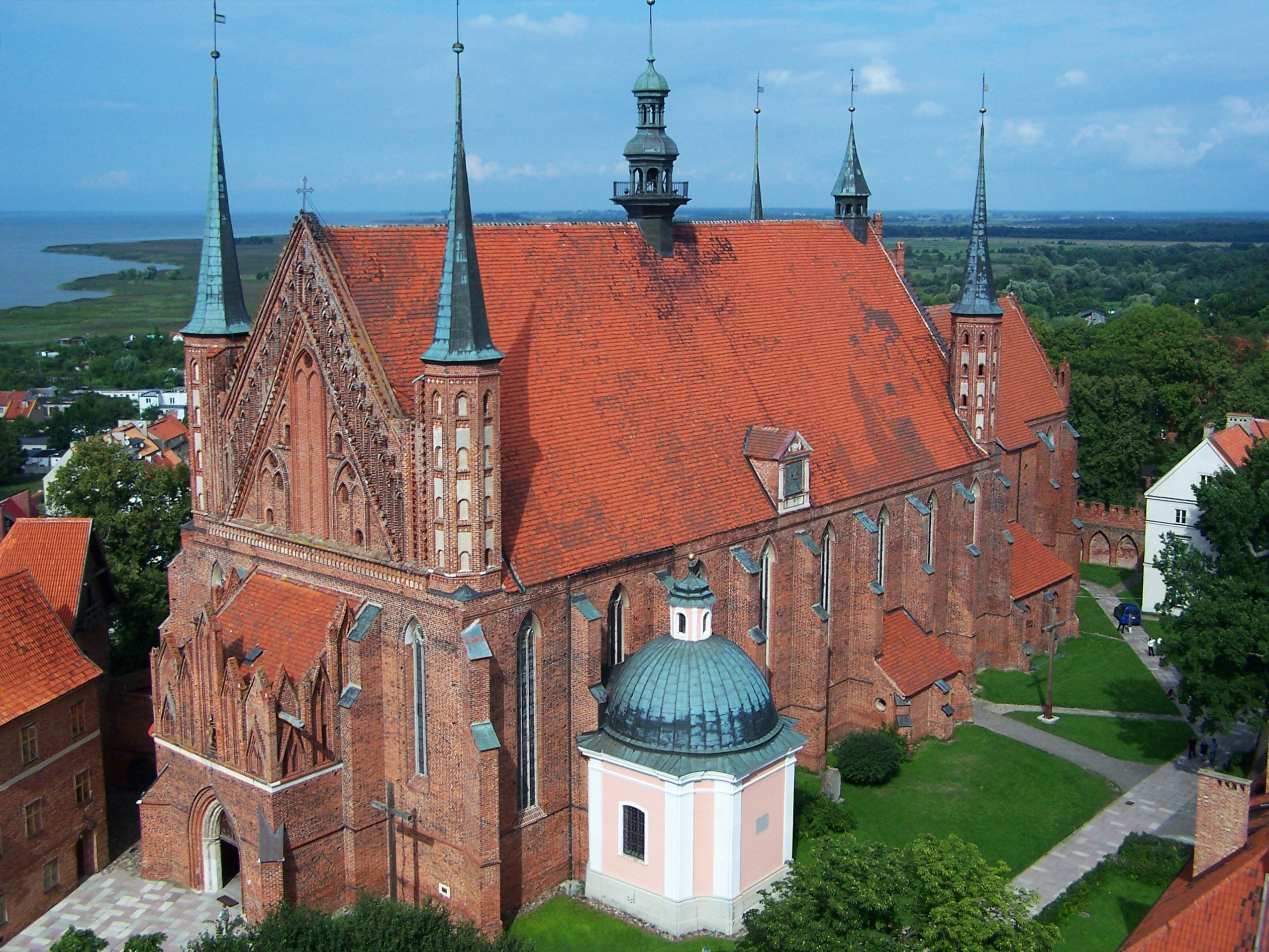
Nhà thờ Frombork - Nơi chôn cất Kopernik

Tháng 8, 2005, một nhóm các nhà khảo cổ học do Jerzy Gąssowski, giám đốc một viện khảo cổ học và nhân loại học ở Pułtusk, chỉ huy đã khám phá ra nơi mà họ cho là mộ của Kopernik sau khi kiểm tra bên dưới sàn Nhà thờ Frombork. Kết quả này có được sau một năm tìm kiếm, và việc phát hiện này chỉ được thông báo vào ngày 3 tháng 10, sau khi họ đã tiến hành tìm kiếm thêm. Gąssowski nói ông "hầu như tin chắc 100% rằng đó là Kopernik". Các chuyên gia pháp y đã sử dụng xương sọ để tái tạo một khuôn mặt rất giống với những đặc điểm trong bức chân dung của Kopernik, trong đó có cái mũi gãy và vết sẹo trên mắt trái.  Lưu trữ ngày 5 tháng 11 năm 2006 tại Wayback Machine. Các chuyên gia cũng quả quyết rằng xương sọ này là của một người đàn ông đã chết khi khoảng 70 tuổi - tuổi của Kopernik khi ông qua đời.
Mộ ở tình trạng xấu và không phải tất cả xương cốt đều còn. Các nhà khảo cổ học hy vọng tìm thấy họ hàng của Kopernik để xác định qua DNA.

## Bối cảnh lịch sử về vấn đề quốc tịch của Kopernik
Vì sự không chắc chắn của các nhà địa lý, tới nay vẫn còn vấn đề đang tranh cãi về việc Kopernik là người Đức hay người Ba Lan. 
Cha của Kopernik, cũng tên là Nicolaus (Mikołaj) và có thể là họ Koppernigk, từng là một công dân của Kraków, sau này là thủ đô Ba Lan, nhưng ông đã rời thành phố này vào năm 1460 để chuyển tới Toruń. Thành phố này là một phần của Liên minh Hanseatic, cũng như là Liên bang Phổ mà chỉ vài năm trước khi Mikołaj ra đời đã xảy ra một cuộc khởi nghĩa (ngay sau đó dẫn tới Cuộc chiến mười ba năm khi họ yêu cầu vua Ba Lan sáp nhập Phổ vào lãnh thổ của ông) giành độc lập từ Hiệp sĩ Teuton, những kẻ đã cai trị vùng này trong hai trăm năm, áp đặt thuế má nặng nề làm chậm phát triển kinh tế trong tỉnh. Với Hiệp ước Toruń lần hai năm 1466, thành phố này và phần phía tây của Phổ trở thành một vùng đất của Vương quốc Ba Lan mang tên Prusy Królewskie, vốn đã ủng hộ cuộc khởi nghĩa, trong khi phần đông vẫn nằm dưới quyền cai quản của những hiệp sĩ Teuton trở thành miền Đông Phổ sau đó.
Kopernik, được gọi Mikołaj Kopernik trong tiếng Ba Lan và Nikolaus Kopernikus trong tiếng Đức, sinh ở Toruń và sống gần trọn cuộc đời làm việc ở Royal Prussia, một nơi tự trị và là một vùng đất của Hoàng gia Ba Lan - nó có nghị viện riêng, triều đình, ngân khố (mà Kopernik có tham gia) và quân đội. Ông cũng trông nom việc bảo vệ Allenstein/Olsztyn với vị trí chỉ huy các lực lượng của nhà vua Ba Lan khi đội quân của Albert xứ Brandenburg bao vây thành trì.
Vào thế kỷ 19, với sự nổi lên của chủ nghĩa quốc gia Đức, đã có nhiều nỗ lực nhằm tuyên bố rằng Kopernik chính là người Đức và bác bỏ những quan hệ của ông với Ba Lan, tuy nhiên, sau năm 1945 những cố gắng đó đã hoàn toàn thất bại. Để đáp lại, người Ba Lan gắng tuyên bố rằng Kopernik thực sự là người Ba Lan và cố gắng bác bỏ những nguồn gốc Đức có thể có của ông. Có lẽ gia đình ông về mặt chủng tộc là người Đức, và chắc chắn Kopernik nói thạo tiếng Đức, trong khi không có minh chứng trực tiếp về việc ông biết tiếng Ba Lan. Ngôn ngữ chính của ông dùng khi viết là tiếng Latinh. Tuy nhiên, Kopernik sinh ở Đông Phổ, sau này là Prusy Królewskie vì những mối quan hệ của nó với Vương quốc Ba Lan. Ông đã trở thành một người dân tỉnh Prussian Ermland hay Warmia, một địa phận Giám mục được miễn trừ, trong suốt phần đời còn lại ông là một thần dân trung thành của Prince-Bishop (Thái ấp chủ giáo) Công giáo vào thời điểm khi đa số người Phổ và Đức đã theo đạo Tin lành. Hiện nay ông được chấp nhận chung là người Ba Lan. Cùng lúc đó, cần nhớ rằng trong thời Kopernik, quốc tịch có ít ý nghĩa hơn hiện nay, và mọi người thường không nghĩ rằng họ là người Ba Lan hay người Đức.
Vì thế, trong hoàn cảnh hiện tại, Kopernik có thể được coi là người Đức Ba Lan về mặt chủng tộc, nhưng đặt một con người trong lịch sử vào hoàn cảnh hiện đại thì không có ý nghĩa gì. Điều quan trọng là đặt Kopernik trong hoàn cảnh lịch sử và khoa học của ông.

### Các liên kết ngoài đến các nguồn
- Các tác phẩm của Nicolaus Copernicus tại Dự án Gutenberg
- De Revolutionibus, autograph manuscript Lưu trữ ngày 28 tháng 7 năm 2005 tại Wayback Machine — Full digital facsimile, Jagiellonian University
- (tiếng Ba Lan) Copernicus' letters to various celebrities, among others the King Sigmundus I of Poland Lưu trữ ngày 11 tháng 2 năm 2009 tại Wayback Machine